# Pierre Bergounioux
Pierre Bergounioux, nacido en Brive-la-Gaillarde en 1949, es un escritor, francés de obra abundante y de inspiración en parte autobiográfica.

## Trayectoria
Pierre Bergounioux fue alumno de la Escuela Normal Superior de Saint-Cloud]; luego, agregado en letras modernas. Su vida ha transcurrido entre la vida retirada y solitaria de la francesa Haute-Corrèze, y su trabajo como enseñante en una barriada cercana a París.  
Actualmente da cursos en la Beaux-Arts de Paris; pues Bergounioux es también escultor.
Bergounioux admira a autores recónditos como Henri Thomas. Su obra narrativa, muy poética y muy trabajada estilísticamente, estuvo marcada por Faulkner, a quien ha dedicado un libro y varios artículos. Ha sido parangonada lejanamente por los críticos con la de  Claude Simon y muy recientemente con la de Pierre Michon. Se ha dicho de él que escribe sobre el trabajo del tiempo; ese trabajo diario lo ve en su persona, en gente de su familia o bien conocida, así como en edificios y trabajos (fue militante de la izquierda).
Recibió el premio de letras Alain-Fournier en 1986; el premio de literatura de la SGDL, 2002; el premio Virgile, 2002 de ese año. Por el conjunto de su obra, ha recibido el premio Roger Caillois de 2009. 
Pierre Bergounioux se interpreta a sí mismo en la película de Jean-Luc Godard Notre musique (2004).

## Obras
- Catherine, Gallimard (1984)
- Ce pas et le suivant, Gallimard (1985)
- La bête faramineuse, Gallimard (1986)
- La maison rose, Gallimard (1987)
- L'arbre sur la rivière, Gallimard (1988)
- C'était nous, Gallimard (1989)
- Johan Zoffany, Vénus sur les eaux, William Blake & Co. (1990), con Bernadette de Boysson.
- La mue, Gallimard (1991)
- L'orphelin, Gallimard (1992)
- Le matin des origines, Verdier (1992)
- Le Grand Sylvain, Verdier (1993)
- La Toussaint, Gallimard (1994)
- La casse, Fata Morgana (1994)
- Points cardinaux, Fata Morgana (1994)
- L'immémorable,  À une soie (1994), con Magdi Senadji.
- Au jour consumé, Filigranes (1994), con Jean-Michel Fauquet.
- Miette, Gallimard (1995)
- La cécité d'Homère. Cinq leçons de poétique, Circé (1995)
- D'abord, nous sommes au monde, Laquet (1995), con Alain Turpault
- Æneis, Fondation Paribas (1995), con Philippe Ségéral
- La mort de Brune, Gallimard (1996)
- Le chevron, Verdier (1996)
- Haute tension, William Blake & Co. (1996)
- Le bois du chapitre, Théodore Balmoral (1996)
- Les choses mêmes, Les Cahiers de l'Atelier (1996), con François Pons.
- La ligne, Verdier (1997)
- L'empreinte, François Janaud (1997). Tr. esp.: La huella, Barcelona, Los días contados, 2010
- La demeure des ombres, Art & Arts (1997)
- Kpélié, Les Flohic (1997)
- Conversations sur l'Isle, William Blake & Co. (1998), entrevistas con Tristan Hordé.
- La puissance du souvenir dans l'écriture. L'effet Zeigarnik, Pleins Feux (2000)
- Le premier mot, Gallimard (2001)
- Les forges de Syam, L'Imprimeur (2001),  ensayo, retomado en 2007, sobre el mundo de las forjas.
- Simples, magistraux et autres antidotes, Verdier (2001)
- Un peu de bleu dans le paysage, Verdier (2001). Tr. esp. de David Stacey: Un poco de azul en el paisaje, Barcelona, Minúscula, 2011.
- B-17 G, Les Flohic (2001). Tr. esp.: B-17 G, Barcelona, Alfabia, 2011.
- François, éditions François Janaud (2001)
- Jusqu'à William Faulkner, Gallimard (2002)
- Aimer la grammaire, Nathan (2002)
- L'héritage, Les Flohic (2002), entrevistas con su hermano, el lingüista Gabriel Bergounioux.
- Ordalies,  Filigranes (2002), con Jean-Michel Fauquet.
- Back in the sixties, Verdier (2003)
- Univers préférables, Fata Morgana (2003)
- Bréviaire de littérature à l'usage des vivants, Bréal (2004)
- Le fleuve des âges, Fata Morgana (2005)
- Pycniques et leptosomes. Sur Charles-Albert Cingria, Fata Morgana (2005)
- Carnet de notes. Journal 1980-1990, Verdier (2006)
- L'invention du présent, Fata Morgana (2006)
- La fin du monde en avançant, Fata Morgana (2006)
- École: mission accomplie, Les Prairies ordinaires (2006)
- Où est le passé,  L'Olivier (2007), entrevista con Michel Gribinski.
- Carnet de notes. Journal 1991-2000, Verdier (2007)
- Années folles, Circa 1924 (2008)
- Agir, écrire, Fata Morgana (2008)
- Couleurs, Fata Morgana (2008)
- Une chambre en Hollande, Verdier (2009). Tr. esp.: Una habitación en Holanda, Barcelona, Minúscula 2011.
- Deux querelles (Une cadette épineuse suivi de L'humanité divisée), éditions Cécile Défaut (2009)
- Deux écrivains français, éditions Fario (2009)
- Chasseur à la manque, Gallimard (2010)
- Les restes du monde, Fata Morgana (2010), con Joël Leick
- Le Baiser de sorcière, Argol (2010)

## Estudios
- Jean-Pierre Richard, "La blessure, la splendeur", en L'Etat des choses, Gallimard, 1990.
- Revista Théodore Balmoral, nº 45 (invierno 2003-2004: «Compagnies de Pierre Bergounioux». Contribuciones de Pierre d’Almeida, Bernard Baillaud, Gabriel Bergounioux, Thierry Bouchard, Denis Borel, Lionel Bourg, Yves Charnet, Jean-Luc Fougeray, Alain Galan, Christian Garcin, Gil Jouanard, Paul Martin, Jean-Paul Michel, Jean-Claude Pinson, Jacques Réda, Jean Roudaut, John Taylor y Dominique Viart. Con un texto de Bergounioux, una entrevista, una bibliografía.

## Enlaces
- Pierre Bergounioux en las ediciones Verdier

- Datos: Q2444124